# هارم
هارم، روستایی از توابع بخش مرکزی شهرستان فسا در استان فارس ایران است.

## جمعیت
این روستا در دهستان کوشک قاضی قرار دارد و براساس سرشماری مرکز آمار ایران در سال ۱۳۸۵، جمعیت آن ۵۱۶ نفر (۱۲۲خانوار) بوده‌است.